# Raggruppamento Nazionale degli Indipendenti
Il Raggruppamento Nazionale degli Indipendenti (in arabo التجمع الوطني للأحرار‎?, in berbero ⴰⴳⵔⴰⵡ ⴰⵏⴰⵎⵓⵔ ⵢ ⵉⵏⵙⵉⵎⴰⵏⵏ, in francese Rassemblement National des Indépendants) è un partito politico marocchino di orientamento liberale fondato nel 1978 dall'allora Primo ministro Ahmed Osman.

## Risultati
| Elezione          | Voti    | %     | Seggi    |
| ----------------- | ------- | ----- | -------- |
| Parlamentari 1993 | 824 117 | 13,24 | 41 / 333 |
| Parlamentari 1997 | 705 397 | 11,07 | 46 / 325 |
| Parlamentari 2002 | 561 514 | 9,28  | 41 / 325 |
| Parlamentari 2007 | 447 244 | 9,71  | 39 / 325 |
| Parlamentari 2011 | 537 552 | 11,33 | 52 / 395 |
| Parlamentari 2016 | 544 118 | 9,37  | 37 / 395 |